# The Rat Patrol
The Rat Patrol fue una serie de televisión, protagonizada por Christopher George.

## Argumento
The Rat Patrol era una serie bélica que transcurría durante la Segunda Guerra Mundial.
El título del programa hace referencia a los apodos dado a algunas de las fuerzas británicas de la Commonwealth en la campaña del norte de África (Ratas de Tobruk o ratas del desierto). En consecuencia, en el momento de la transmisión original muchos espectadores del Reino Unido se sintieron ofendidos por el predominio de personajes americanos en la acción, con el resultado de que la serie fue retirada de la televisión británica.

## Elenco
- Christopher George: Sgt. Sam Troy
- Gary Raymond:  Sgt. Moffitt
- Lawrence P. Casey: cabo Mark Hitchcock
- Justin Tarr: cabo Tully Pettigrew
- Eric Braeden: Capt. Dietrich